# Swamp Rabbits de Greenville
Les Swamp Rabbits de Greenville sont une franchise professionnelle de hockey sur glace basée à Greenville en Caroline du Sud. Elle évolue dans l'ECHL.

## Historique

Logo des Road Warriors de 2010 à 2015.

La franchise est créée en 2010 sous le nom des Road Warriors de Greenville à la suite du déménagement des Chiefs de Johnstown. Greenville avait accueilli le Grrrowl de Greenville de 1998 à 2006. le 26 août 2015, la franchise est renommée en Swamp Rabbits de Greenville.

### Saisons après saisons
| Saison    | PJ | V  | D  | DP | DTB | BP  | BC  | Pts | Classement              | Séries éliminatoires      |
| --------- | -- | -- | -- | -- | --- | --- | --- | --- | ----------------------- | ------------------------- |
| 2010-2011 | 72 | 46 | 22 | 3  | 1   | 255 | 192 | 96  | 1re place, division sud | Défaite au deuxième tour  |
| 2011-2012 | 72 | 41 | 25 | 2  | 4   | 232 | 215 | 88  | 2e place, division sud  | Défaite au premier tour   |
| 2012-2013 | 72 | 36 | 28 | 2  | 6   | 226 | 219 | 80  | 4e place, division sud  | Défaite au premier tour   |
| 2013-2014 | 72 | 39 | 27 | 2  | 4   | 220 | 208 | 84  | 3e place, division sud  | Défaite au troisième tour |
| 2014-2015 | 72 | 39 | 29 | 1  | 3   | 216 | 215 | 82  |                         | Non qualifiés             |

| Saison    | PJ | V  | D  | DP | DTB | BP  | BC  | Pts | Classement | Séries éliminatoires          |
| --------- | -- | -- | -- | -- | --- | --- | --- | --- | ---------- | ----------------------------- |
| 2015-2016 | 72 | 29 | 33 | 9  | 1   | 205 | 243 | 68  |            | Non qualifiés                 |
| 2016-2017 | 72 | 40 | 26 | 5  | 1   | 251 | 252 | 86  |            | Défaite au premier tour       |
| 2017-2018 | 72 | 24 | 40 | 7  | 1   | 202 | 284 | 56  |            | Non qualifiés                 |
| 2018-2019 | 72 | 25 | 41 | 3  | 3   | 192 | 254 | 56  |            | Non qualifiés                 |
| 2019-2020 | 64 | 29 | 30 | 4  | 1   | 210 | 226 | 53  |            | Annulé à cause de la pandémie |